# Quiló d'Esparta
Quiló (grec antic: Χείλων, Kheílon, llatí: Cheilon) fou un príncep espartà de la casa reial dels euripòntides.
A la mort de Cleòmenes III l'any 220 aC va reclamar el tron però l'elecció va recaure en Licurg que no era heraclida com els euripòntides. Quiló es va indignar i va preparar una revolució; va oferir el repartiment de terra al poble un pla que Agis IV i Cleòmenes III no havien pogut culminar, i se li van unir 200 partidaris amb els quals va sorprendre els èfors, que se suposa que havien elegit Licurg per un suborn, i els va matar, però quan va atacar la casa de Licurg aquest ja s'havia escapat. Va intentar obtenir el suport popular però no ho va aconseguir i Licurg va dirigir la contrarevolució que va obligar a Quiló a fugir a Acaia, segons diu Polibi.